# Kraftwerk Seealpsee-Wasserauen

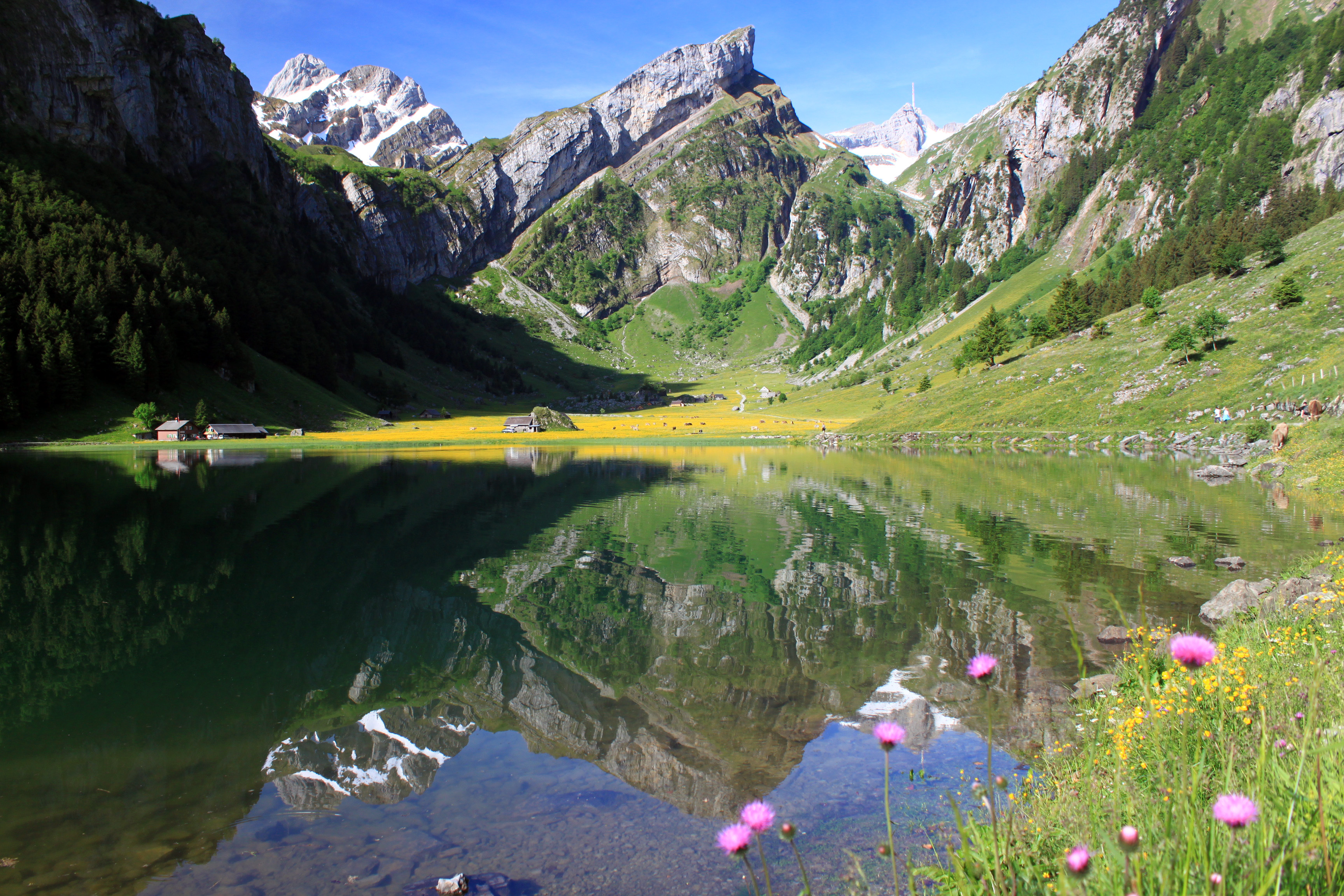
Der Seealpsee dient als Quelle für das Kraftwerk. Die wenigsten Besucher wissen, dass es sich dabei um einen Stausee handelt.

Das Kraftwerk Seealpsee-Wasserauen ist ein Wasserkraftwerk im Bezirk Schwende-Rüte im Schweizer Kanton Appenzell Innerrhoden. Es ist das älteste Kraftwerk im Kanton und liefert seit 1905 Strom. Eigentümer des Kraftwerks ist die Feuerschaugemeinde.

## Technik
Als Wasserreservoir des Wasserkraftwerkes dient der Seealpsee auf 1143 m ü. M., die Kraftwerkszentrale befindet sich in Wasserauen auf 893 m ü. M.; sie ist durch eine Druckleitung mit dem See verbunden, Fallhöhe 253 Meter. Maschinengruppe und Druckleitung wurden 2005 ersetzt. Die installierte elektrische Leistung beträgt heute 2,5 Megawatt, die Jahresleistung 7,7 Gigawattstunden und deckt damit zirka 10 % des Strombedarfs des Kantons. Durch die umfassende Modernisierung konnte die Leistung verfünffacht werden. Die Investitionssumme betrug 7.2 Millionen CHF, der aktuell gültige Einspeisetarif liegt bei 4.7 Rappen pro Kilowattstunde (Stand 2018).
Dass der Seealpsee als Staubecken für ein Kraftwerk dient, ist den wenigsten Besuchern des Seealpsees bekannt. Die Druckleitung und die Stauung beeinflussen das ursprüngliche Landschaftsbild nicht. Dies war von Anfang an so geplant. Der Seealpsee war schon zur Zeit des Baus des Kraftwerks eine der touristischen Attraktionen des Alpsteins.